# Arrothia melanobasis
Arrothia melanobasis är en fjärilsart som beskrevs av Jordan 1926. Arrothia melanobasis ingår i släktet Arrothia och familjen nattflyn. Inga underarter finns listade i Catalogue of Life.